# Pseudoderopeltis transvaalensis
Pseudoderopeltis transvaalensis es una especie de cucaracha del género Pseudoderopeltis, familia Blattidae.

## Distribución
Esta especie se encuentra en Namibia, Sudáfrica, Mozambique, Zimbabue y Zambia.